# Liste der Stolpersteine in Ronneburg (Hessen)
Die Liste der Stolpersteine in Ronneburg enthält die Stolpersteine, die im Rahmen des gleichnamigen Kunst-Projekts von Gunter Demnig in Ronneburg verlegt wurden. Mit ihnen soll an die Opfer des Nationalsozialismus erinnert werden, die in Ronneburg lebten und wirkten.

## Altwiedermus
| Name            | Adresse               | Bild | Inschrift | Verlegedatum | Biografie und Anmerkungen |
| --------------- | --------------------- | ---- | --- | ------------ | ------------------------- |
| Julius Adler    | Diebacher Straße 8 ·  |      | Hier wohnte Julius Adler Jg. 1879 Vorsteher der jüdischen Gemeinde Heimatort unfreiwillig verlassen 1938 Frankreich deportiert 1942 Izbica ermordet 1942 | 2. Juli 2012 |                           |
| Ernestine Adler | Diebacher Straße 8 ·  |      | Hier wohnte Ernestine Adler geb. Simon Jg. 1883 Heimatort unfreiwillig verlassen 1938 Frankreich deportiert 1942 Izbica ermordet 1942                    | 2. Juli 2012 |                           |
| Leopold Adler   | Diebacher Straße 33 · |      | Hier wohnte Leopold Adler Jg. 1872 Heimatort unfreiwillig verlassen 1938 Frankfurt deportiert 1941 ermordet in Minsk                                     | 2. Juli 2012 |                           |
| Gertrude Frank  | Diebacher Straße 33 · |      | Hier wohnte Gertrude Frank geb. Adler Jg. 1901 Umzug nach Frankfurt 1928 deportiert 1941 ermordet in Minsk                                               | 2. Juli 2012 |                           |
| Meta Adler      | Ronneburgstraße 15 ·  |      | Hier wohnte Meta Adler Jg. 1894 Heimatort unfreiwillig verlassen 1935 Frankfurt deportiert 1942 Izbica ermordet 1942                                     | 2. Juli 2012 | [ 1 ]                     |

## Hüttengesäß
| Name                | Adresse              | Bild | Inschrift | Verlegedatum | Biografie und Anmerkungen |
| ------------------- | -------------------- | ---- | --- | ------------ | ------------------------- |
| David Lind          | Am Schmiedeberg 13 · |      | Hier wohnte David Lind Jg. 1872 unfreiwillig verzogen 1938 Frankfurt deportiert 1942 Theresienstadt ermordet 4.2.1943                                   | 1. Juni 2014 |                           |
| Bertha Lind         | Am Schmiedeberg 13 · |      | Hier wohnte Bertha Lind geb. Schmidt Jg. 1880 unfreiwillig verzogen 1938 Frankfurt deportiert 1942 Theresienstadt ermordet 1944 Auschwitz               | 1. Juni 2014 |                           |
| Paula Lind          | Am Schmiedeberg 13 · |      | Hier wohnte Paula Lind Jg. 1908 umgezogen 1938 Frankfurt deportiert 1942 Theresienstadt ermordet 1943 Auschwitz                                         | 1. Juni 2014 |                           |
| Max Reiss           | Kirchstraße 8 ·      |      | Hier wohnte Max Reiss Jg. 1881 'Schutzhaft' 1938 Buchenwald Flucht 1939 Shanghai befreit 3.9.1945                                                       | 16. Mai 2017 |                           |
| Jette Reiss         | Kirchstraße 8 ·      |      | Hier wohnte Jette Reiss geb. Lind Jg. 1870 verzogen 1936 Frankfurt M. deportiert 1941 Minsk ermordet                                                    | 16. Mai 2017 |                           |
| Flora Markus        | Kirchstraße 8 ·      |      | Hier wohnte Flora Markus geb. Reiss Jg. 1908 verzogen 1934 Frankfurt M. deportiert 1941 Minsk ermordet                                                  | 16. Mai 2017 |                           |
| Inge Ursula Markus  | Kirchstraße 8 ·      |      | Hier wohnte Inge Ursula Markus Jg. 1930 verzogen 1936 Frankfurt M. deportiert 1941 Minsk ermordet                                                       | 16. Mai 2017 |                           |
| Samuel Münz         | Kirchstraße 14 ·     |      | Hier wohnte Samuel Münz Jg. 1873 Heimatort unfreiwillig verlassen 1938 Frankfurt deportiert 1941 Kowno ermordet 25.11.1941                              | 2. Juli 2012 |                           |
| Salli Münz          | Kirchstraße 14 ·     |      | Hier wohnte Salli Münz Jg. 1876 Heimatort unfreiwillig verlassen 1938 Frankfurt deportiert 1941 Kowno ermordet 25.11.1941                               | 2. Juli 2012 |                           |
| Isaak Hess          | Langstraße 13 ·      |      | Hier wohnte Isaak Hess Vorsteher Jg. 1859 unfreiwillig verzogen 1938 Frankfurt/M. gedemütigt/entrechtet tot 6.9.1939                                    | 16. Mai 2017 |                           |
| Fanny Hess          | Langstraße 13 ·      |      | Hier wohnte Fanny Hess geb. Katz Jg. 1864 unfreiwillig verzogen 1938 Frankfurt/M. gedemütigt/entrechtet tot 2.10.1939                                   | 16. Mai 2017 |                           |
| Isidor Hess         | Langstraße 26 ·      |      | Hier wohnte Isidor Hess Jg. 1891 unfreiwillig verzogen 1938 Frankfurt deportiert 1941 Kowno Fort IX ermordet 25.11.1941                                 | 1. Juni 2014 |                           |
| Johanna Regina Hess | Langstraße 26 ·      |      | Hier wohnte Johanna Regina Hess geb. Hirschheimer Jg. 1896 unfreiwillig verzogen 1938 Frankfurt deportiert 1941 Kowno Fort IX ermordet 25.11.1941       | 1. Juni 2014 |                           |
| Sitty Hess          | Langstraße 26 ·      |      | Hier wohnte Sitty Hess Jg. 1924 unfreiwillig verzogen 1938 Frankfurt Kindertransport 1939 Schweiz                                                       | 1. Juni 2014 |                           |
| Ruth Hess           | Langstraße 26 ·      |      | Hier wohnte Ruth Hess Jg. 1926 unfreiwillig verzogen 1938 Frankfurt Kindertransport 1939 Schweiz                                                        | 1. Juni 2014 |                           |
| Gottlieb Lind       | Langstraße 32 ·      |      | Hier wohnte Gottlieb Lind Jg. 1862 unfreiwillig verzogen 1938 Frankfurt/M. gedemütigt/entrechtet tot 12.1.1942                                          | 16. Mai 2017 |                           |
| Bertha Lind         | Langstraße 32 ·      |      | Hier wohnte Bertha Lind geb. Abraham Jg. 1867 unfreiwillig verzogen 1938 Frankfurt/M. gedemütigt/entrechtet tot 25.1.1940                               | 16. Mai 2017 |                           |
| Bernhard Blumenthal | Langstraße 47 ·      |      | Hier wohnte Bernhard Blumenthal Jg. ???? verhaftet 1939 'Heimtückegesetz' Gefängnis Wolfenbüttel deportiert 1942 Theresienstadt ermordet in Treblinka   | 1. Juni 2014 |                           |
| Sophie Blumenthal   | Langstraße 47 ·      |      | Hier wohnte Sophie Blumenthal Jg. 1894 eingewiesen 1939 Heilanstalt Weilmünster 'verlegt' 7.2.1941 Hadamar ermordet 7.2.1941 Aktion T4                  | 1. Juni 2014 |                           |
| Joseph Hamburger    | Langstraße 53 ·      |      | Hier wohnte Joseph Hamburger Jg. 1874 unfreiwillig verzogen 1939 Frankfurt M. deportiert 1942 Theresienstadt ermordet in Treblinka                      | 16. Mai 2017 |                           |
| Esther Hamburger    | Langstraße 53 ·      |      | Hier wohnte Esther Hamburger geb. Adler Jg. 1877 unfreiwillig verzogen 1939 Frankfurt M. gedemütigt/entrechtet tot 13.8.1942                            | 16. Mai 2017 |                           |
| Selma Hamburger     | Langstraße 53 ·      |      | Hier wohnte Selma Hamburger Jg. 1906 unfreiwillig verzogen 1939 Frankfurt M. Schicksal unbekannt                                                        | 16. Mai 2017 |                           |
| Max Hamburger       | Langstraße 53 ·      |      | Hier wohnte Max Hamburger Jg. 1907 unfreiwillig verzogen 1939 Frankfurt M. 'Schutzhaft' 1939 Dachau deportiert 1942 ermordet in Majdanek                | 16. Mai 2017 |                           |
| Adolf Adler         | Schulstraße 5 ·      |      | Hier wohnte Adolf Adler Jg. 1893 Heimatort unfreiwillig verlassen 1938 Frankfurt deportiert 1941 Minsk ermordet 1943                                    | 2. Juli 2012 |                           |
| Rosa Adler          | Schulstraße 5 ·      |      | Hier wohnte Rosa Adler geb. Blumenthal Jg. 1894 Heimatort unfreiwillig verlassen 1938 Frankfurt deportiert 1941 Minsk ermordet 1943                     | 2. Juli 2012 |                           |
| Berthold Adler      | Schulstraße 5 ·      |      | Hier wohnte Berthold Adler Jg. 1928 Heimatort unfreiwillig verlassen 1937 Frankfurt deportiert 1941 Minsk 1943 Budzyn 1944 Flossenbürg befreit/überlebt | 2. Juli 2012 |                           |
| Gertrud Adler       | Schulstraße 5 ·      |      | Hier wohnte Gertrud Adler Jg. 1929 Heimatort unfreiwillig verlassen 1938 Frankfurt deportiert 1941 Minsk ermordet 1943                                  | 2. Juli 2012 |                           |